# Aker Stadion
Aker stadion, tidigare Molde stadion eller Nye Molde stadion, är en fotbollsarena i Molde i Norge. Den är hemmaplan för Molde FK. Staden fick den i gåva av affärsmännen Kjell Inge Røkke och Bjørn Rune Gjelsten, den kallas allt oftare för Røkkeløkka.
Kjell Kosberg är arkitekten bakom byggverket, som färdigställdes 1998 och nominerades till FIABCI:s Prix d'Excellence 1999 och vann norska City-prisen samma år. Anläggningen, som kostade 212 miljoner norska kronor, innehåller affärslokaler, kafeteria och restaurang. Den invigdes den 18 april 1998.
Arenan bytte namn från Molde stadion till Aker stadion den 3 maj 2006, uppkallad efter Kjell Inge Røkkes koncern som finansierade den.
Aker stadion har idag en publikkapacitet på 11 167 åskådare, samtliga är sittplatser. Tidigare fanns ståplatser på den nedre delen bakom varje mål, kapaciteten var då 13 407 åskådare. Publikrekordet är 13 308 och sattes 1998.
Vintern 2013/14 lades konstgräs på Aker Stadion.
Arenan är ansedd som en av världens vackraste belägna fotbollsarenor, intill havet med bergen i bakgrunden.

## Landskamper
- 28 maj 1998 - Norge-Saudiarabien 6-0 [3]